# Tim Burns (calciatore)
Tim Burns (10 luglio 1947) è un ex calciatore inglese naturalizzato canadese, di ruolo centrocampista.

## Carriera
Burns gioca la sua intera carriera professionistica tra le file della franchigia canadese dei Toronto Metros-Croatia, con cui esordì nella stagione 1972, ottenendo il quarto posto della Northern Division. 
Miglior piazzamento ottenuto da Burns in forza alla squadra di Toronto è stato il raggiungimento delle semifinali del torneo 1973, perse contro i futuri campioni del Philadelphia Atoms.